# Ecuación de Scheil
En metalurgia, la ecuación de Scheil-Gulliver (también llamada ecuación de Scheil o ecuación de enfriamiento normal) describe redistribución del soluto en la solidificación de una aleación. Este enfoque se aproxima a la solidificación en estado fuera del equilibrio, suponiendo un equilibrio termodinámico local del frente de avance de la solidificación en la interfase sólido-líquido. Esto permite el uso de diagrama de fases en equilibrio para el análisis de la solidificación.
A diferencia de la solidificación en equilibrio, no existe difusión del soluto en el sólido y es reyectado por completo en el líquido. La mezcla completa del soluto en el líquido también se asume como resultado de la convección y/o de la agitación.

## Derivación

La siguiente figura muestra la distribución del soluto en una solidificación en estado de no-equilibrio donde no hay difusión del soluto en el sólido ni mezcla completa del soluto con el líquido.

{\displaystyle \ D_{S}=0} y {\displaystyle \ D_{L}=\infty }.

Se supone que existe equilibrio en la interfase, lo que permite el uso de un diagrama de fases en equilibrio.
Las zonas rayadas en la figura representan la cantidad de soluto en el sólido y el líquido. Teniendo en cuenta que la cantidad total de soluto en el sistema debe conservarse, las áreas se igualan de la siguiente manera:

{\displaystyle (C_{L}-C_{S})\ df_{S}=(f_{L})\ dC_{L}}.

Como el  coeficiente de distribución es:

{\displaystyle k={\frac {C_{S}}{C_{L}}}} (determinado por el diagrama de fases)

y la masa debe conservarse:

{\displaystyle \ f_{S}+f_{L}=1}

el balance de masa puede ser reescrito como:
{\displaystyle C_{L}(1-k)\ df_{S}=(1-f_{S})\ dC_{L}}.}}
Utilizando las condiciones de frontera

{\displaystyle \ C_{L}=C_{o}} at {\displaystyle \ f_{S}=0}

se puede realizar la integración:

{\displaystyle \displaystyle \int _{0}^{f_{S}}{\frac {df_{S}}{1-f_{S}}}={\frac {1}{1-k}}\displaystyle \int _{C_{o}}^{C_{L}}{\frac {dC_{L}}{C_{L}}}}.

Integrando los resultados en la ecuación Scheil-Gulliver para la composición del líquido durante la solidificación se tiene:

{\displaystyle \ C_{L}=C_{o}(f_{L})^{k-1}}

o para la composición del sólido:

{\displaystyle \ C_{S}=kC_{o}(1-f_{S})^{k-1}}.